# Andreas von Studnitz (Intendant)
Andreas von Studnitz (* 9. Februar 1954 in Bonn) ist ein deutscher Theaterintendant, Theaterregisseur und Schauspieler. Er war von 2006 bis 2018 Intendant des Theaters Ulm.

## Leben und künstlerisches Wirken
Studnitz ist der Sohn des Journalisten Hans Georg von Studnitz und dessen Frau Vera, geb. Schuler. Nach dem Abitur in Salem studierte er zuerst Jura, später Schauspiel an der Otto-Falckenberg-Schule in München. Ab 1979 arbeitete er als Schauspieler, Regieassistent, Oberspielleiter, Regisseur und Gastregisseur an verschiedenen deutschsprachigen Stadt- und Staatstheatern u. a. in Bochum, Bremen, Dortmund, Essen, Frankfurt, Hamburg, Karlsruhe, Köln, Lübeck, Nürnberg, Tübingen, Wien, Wiesbaden.
Andreas von Studnitz wirkte in einigen TV-Filmen mit.
Seit der Spielzeit 2006/2007 war er Intendant des Theaters Ulm mit den Sparten Musiktheater, Sprechtheater und Tanztheater. Eine seiner ersten Amtshandlungen bestand darin, das Ulmer Theater in Theater Ulm umzubenennen. In der Stadt an der Donau inszenierte er u. a. Das Fest von Thomas Vinterberg und Mogens Rukov, Schrottengel von Peter Zelenka, Magda von Claude Prin, Kiki, das Huhn von Karen Köhler, Eine Familiengeschichte von Edna Mazya, Friedhof Montparnasse von Dominique Valentin, Ehrensache von Lutz Hübner.
In der Spielzeit 2009/2010 inszenierte er als Gastregisseur am Staatstheater Nürnberg die Buddenbrooks. 2016 übernahm er die Regie für das romantisch-komische Zauberspiel Der Alpenkönig und der Menschenfeind von Ferdinand Raimund am Landestheater Linz.
Sein Vertrag als Intendant in Ulm lief bis zum Ende der Spielzeit 2017/18. Seit 2020 ist er Regisseur am Theater Hof.

## Filmografie
- 1979: Verwirrung der Gefühle
- 1979: Winterspelt 1944
- 1980: Meine Seele ist eine leidenschaftliche Tänzerin – Bettina von Arnim
- 2024: Sturm der Liebe (Fernsehserie)